# 大沼三郎
大沼 三郎（おおぬま さぶろう、生没年不詳）は、平安時代後期の武士。

## 人物
『吾妻鏡』によると1180年（治承4年）、石橋山の戦いに於いて、三浦軍参加の説得に尽力した。戦後酒匂川の氾濫で参加出来ずにいた三浦氏に源頼朝方が大方戦死した事を伝えた。